# Japanischer Sternanis

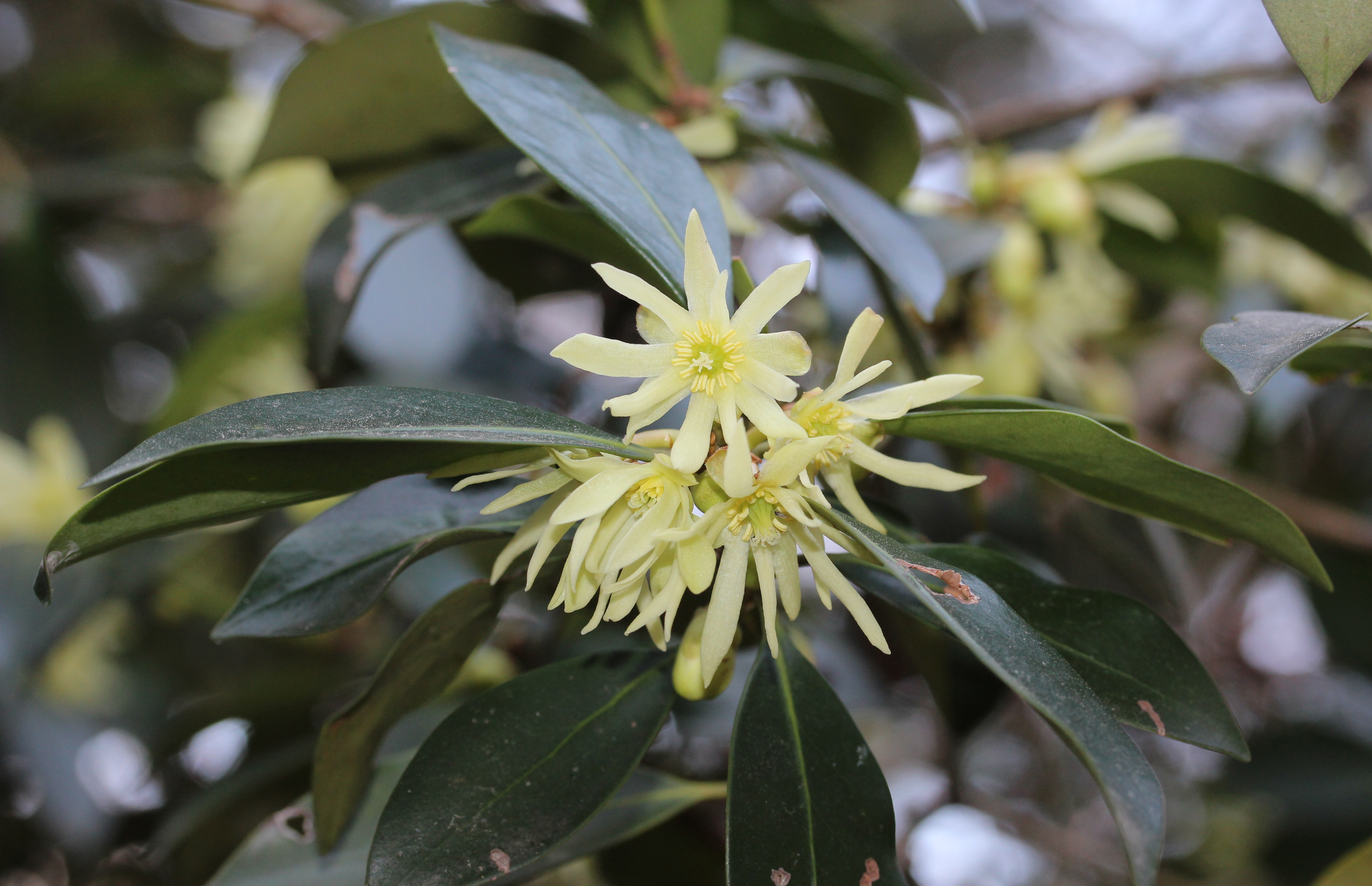
Blüten und Blätter

Der Japanische Sternanis oder die Shikimifrucht (Illicium anisatum, Syn.: Illicium religiosum und Illicium japonicum; von jap. シキミ/樒/櫁/梻, Shikimi) ist eine Pflanzenart in der Familie der Sternanisgewächse mit giftigen Früchten. Sie ist mit dem Echten Sternanis (Illicium verum) eng verwandt, der seit Jahrtausenden bekannten Gewürzpflanze.
Wegen des ähnlichen Aussehens der Früchte kommt es oft zu Verwechslungen beziehungsweise zu Vermischungen der verschiedenen Früchte. Die ganzen Früchte sind kleiner und nicht so regelmäßig sternförmig wie jene des Echten Sternanis, weil meist einige Einzelfrüchte abortiv sind, auch riechen sie anders, nicht so anisartig. Die Einzelfrüchte sind auch spitzer und etwas schmäler. Die Blüten sind allerdings verschieden in der Farbe und mit anderen Blütenblättern. Sie werden auch oft verwechselt.

## Beschreibung
Der Japanische Sternanis ist ein immergrüner Strauch oder kleiner Baum der bis über 5 Meter hoch wächst.
Die wechselständigen, einfachen Laubblätter sind kurz gestielt. Sie sind verkehrt-eiförmig bis elliptisch, rundspitzig, kahl, ganzrandig und ledrig.
Die duftenden, zwittrigen und gestielten Blüten erscheinen meist zu mehreren achselständig. Sie sind weißlich bis gelblich mit einfacher Blütenhülle.
Es werden holzige Sammelbalgfrüchte gebildet.

## Chromosomenzahl
Die Chromosomenzahl beträgt 2n = 28.

## Vorkommen
Der Japanische Sternanis kommt ursprünglich vor im südlichen Korea und von Japan bis Taiwan.

## Gifte und Giftwirkung
Japanischer Sternanis enthält Shikamin, Shikimisäure, die nach diesen Früchten benannt ist, sowie Shikimipikrin und die neurotoxischen Alkaloide Shikimin und Shikimotoxin. Die nach dem Genuss von Japanischem Sternanis auftretenden Vergiftungserscheinungen werden jedoch auf das Sesquiterpenlacton Anisatin, das als starker, nichtkompetitiver GABA-Rezeptor-Antagonist Krämpfe verursacht, zurückgeführt. Anisatin ähnelt in seiner Wirkung dem ebenfalls hochgiftigen Picrotoxin, ist aber noch toxischer, womit es zu den stärksten bekannten pflanzlichen Giften zählt. Die Symptome dieser Vergiftungen sind Erbrechen, Sehstörungen sowie ernsthafte Schädigung der Nieren, der Harnwege, des Verdauungssystems und des Nervensystems.

Anisatin